# 黃永光
黃永光，SBS，JP（1978年—），香港地產發展商信和集團副主席，飲品集團楊協成主席，信和集團創辦人黃廷方長孫，信和集團主席黃志祥長子。于香港出生。

## 個人資料
黃永光於香港瑪麗醫院出生，就讀於拔萃男書院。 祖父是黃廷方，外祖父是杨锦成。多次表示其出生於香港瑪麗醫院，年少時在香港接受教育，故對香港有深厚感情。黃氏為新加坡籍。黃氏及後負笈美國，2001年自哥倫比亞大學畢業後加入信和集團，2005年獲委任信和集團執行董事。
黃先生負責悉尼富麗敦酒店(https://www.fullertonhotels.com/fullerton-hotel-sydney （页面存档备份，存于）) 
的整體籌劃。酒店於2019年10月開業，提供416間客房；身處大樓前身為悉尼郵政總局，歷史悠久，緊扣悉尼過去一個多世紀的發展。
香港特別行政區政府就他的社區服務，尤其是大澳文物酒店及世界各地文化保育工作頒授銀紫荊星章。
而在香港，黃先生為快將開幕的富麗敦海洋公園酒店負責整體規劃；酒店將於2021年年秋季開業。

## 社區工作
黃永光先生以熱心慈善公益而廣為稱頌，積極參與社區服務、環境保護、文物保育以及文化藝術活動。自2013年起，他擔任香港精神獎評審，向一眾貢獻香港社會的無名英雄致敬。
自2007年起，黃氏漸多出席公開場合。於2007年首次與其父黃志祥一起出席土地拍賣會，近年多參與公益事務。黃氏提倡可持續發展及保育，大力推動垂直綠化、水管發電、廚餘回收等項目，並參與香港及新加坡的政府活化項目，已完成的項目包括位於香港的大澳文物酒店及新加坡的富麗敦天地。
信和集團以外，黃氏亦出任東亞銀行有限公司獨立非執行董事，同時亦為香港上市公司商會常務委員會委員、香港科技大學顧問委員會成員、紐約哥倫比亞大學國際諮詢理事會會員、第10屆中國人民政治協商會議四川省委員會委員、第12屆中國人民政治協商會議北京市委員會委員、中華全國青年聯合會第10屆及第11屆委員會委員及重慶市青年聯合會港區特邀副主席。他亦出任香港公益金董事、香港地產建設商會董事以及海洋公園公司董事等公職。

## 名下馬匹
黃永光與父母弟妹是香港賽馬會的會員，自2005-2006馬季開始成為馬主，歷來在港名下馬匹包括厚利多、永利多、勝利多、萬利多、健利多、港利多、海利多、家寶恩、與你同行、慈愛恩典、閃得快、山桃、閃電、馬林、快路。

## 家族
黃氏已婚，育有一子兩女。長男於2009年11月誕生，由當時身在新加坡的祖父黃廷方取名黃家寶。另外，黃永光有兩名弟弟黃永龍及黃永耀。

## 外部連結
- 「大好友」第三代亮相「荃新天地」